# Église Notre-Dame de Sérignac-sur-Garonne
Pour les articles homonymes, voir Église Notre-Dame.
L'église Notre-Dame-de-l'Assomption est une église catholique située à Sérignac-sur-Garonne, dans le département de Lot-et-Garonne, en France.

## Historique
L'église Notre-Dame-de-l'Assomption est un édifice roman ayant subi de multiples modifications au cours des siècles.  
Dans les différentes chartes, le village porte les noms de Sérignac-d'Agenais, Sérignac-en-Bruilhois ou de Sérignac-de-Laplume.
La première église a dû être construite entre le Xe et XIe siècles. Elle apparaît pour la première fois dans une charte datée de 1060 sous le nom de Nostra Dama de Serinhaco. L'église actuelle a conservé une partie importante des murs de cette église primitive. On peut le voir dans son bâti en petit appareil de pierres cubiques. D'après Georges Tholin, ces petites pierres viendraient des villas gallo-romaines qui existaient sur le territoire de la commune. L'église du XIe siècle est alors entièrement couverte en charpente.
L'église était une dépendance du prieuré de Layrac, fondé en 1062, qui a été donné à l'abbaye de Moissac par son fondateur Hunald ou Hunauld de Béarn, frère du vicomte de Brulhois, abbé de Moissac en 1072. Moissac faisait alors partie des abbayes dépendant de l'abbaye de Cluny. Ce rattachement à l'ordre clunisien peut expliquer la dimension de l'église et la profondeur du chœur.
À la fin du XIIe siècle ou au début du XIIIe siècle, l'abside est ajoutée. Elle est semi-circulaire à l'intérieur et voûtée, à cinq pans à l'extérieur. La travée sous le clocher est couverte avec sa coupole à huit pans sur pendentifs.
C'est en 1273 que Gaston VII, vicomte de Béarn et seigneur du lieu, et l'abbé Gaillard de Figeac, administrateur du prieuré de Layrac, fondent une bastide. Celle-ci était privée de remparts en application du traité de Meaux de 1229. L'église se trouve alors sur la place centrale de la bastide.
L'originalité de l'église est son clocher tors dont le premier a été construit entre 1580 et 1600. Par manque d'entretien, il doit être reconstruit en 1814. Il a été gravement endommagé par la fondre en 1921. La couverture du clocher est alors refaite de la manière la plus simple. Le projet de reconstruction du clocher tors débute en 1971 pour aboutir en 1988.
L'église est restaurée en 1894. La nef est fortement restaurée et voûtée.
Des vitraux réalisés par Henri Feur ont été posés à la fin du XIXe siècle.

## Description
Le plan de l'église est semblable à celui de l'église Saint-Caprais de Saint-Caprais-de-Lerm.
| Dimensions principales |          |         |         |
| Désignation            | Longueur | Largeur | Hauteur |
| Abside                 | 5,00 m   | 11,00 m | -       |
| Chœur                  | 7,60 m   | 7,00 m  | 14,80 m |
| Nef                    | 16,60 m  | 11,50 m | -       |

Le portail de l'église est archaïque. Georges Tholin le rapproche de celui de l'église carolingienne de Distré (Maine-et-Loire), mais aussi de celui de l'église Saint-Étienne de Nevers qui date de la fin du XIe siècle.

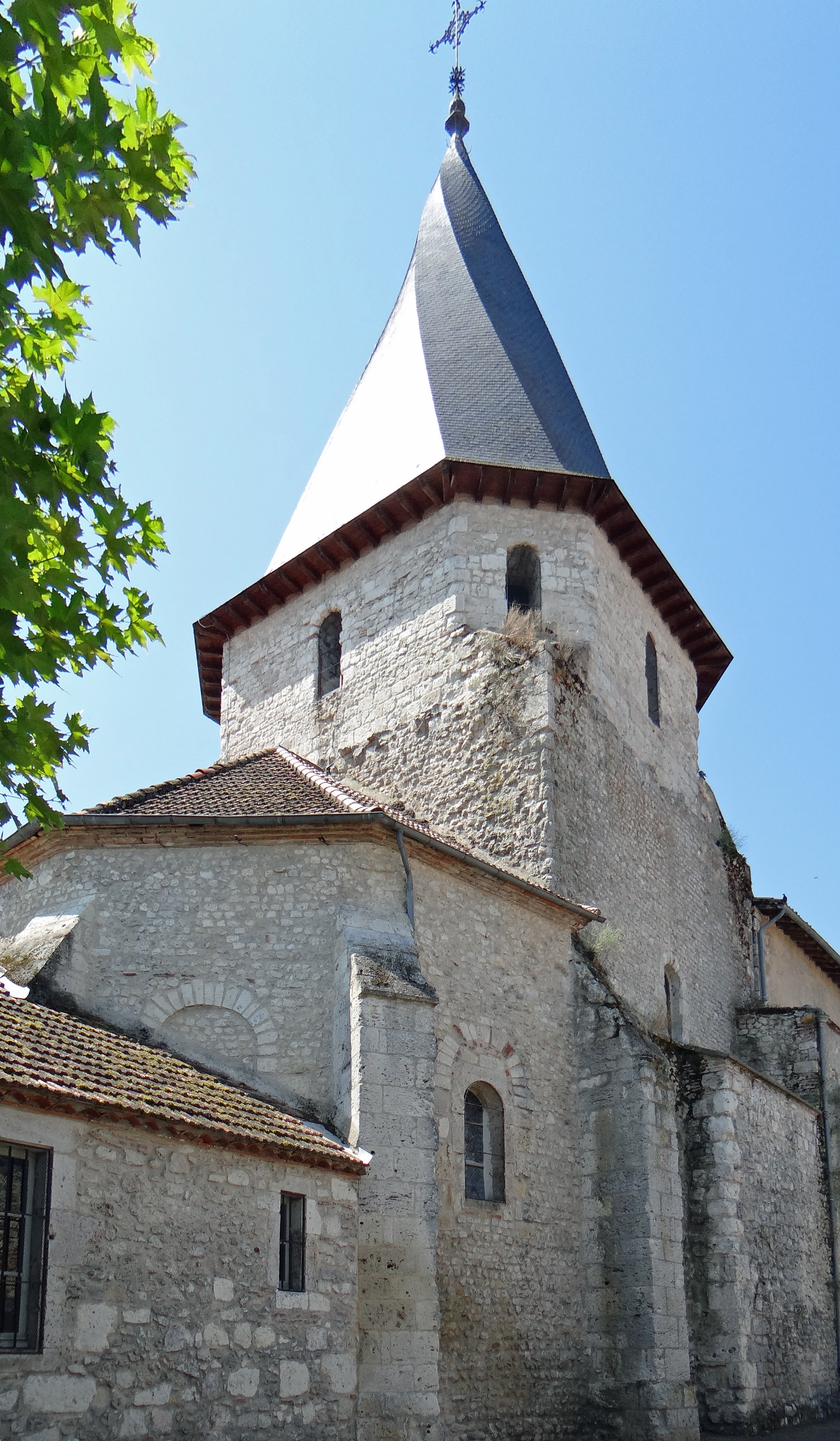
Chevet et clocher.
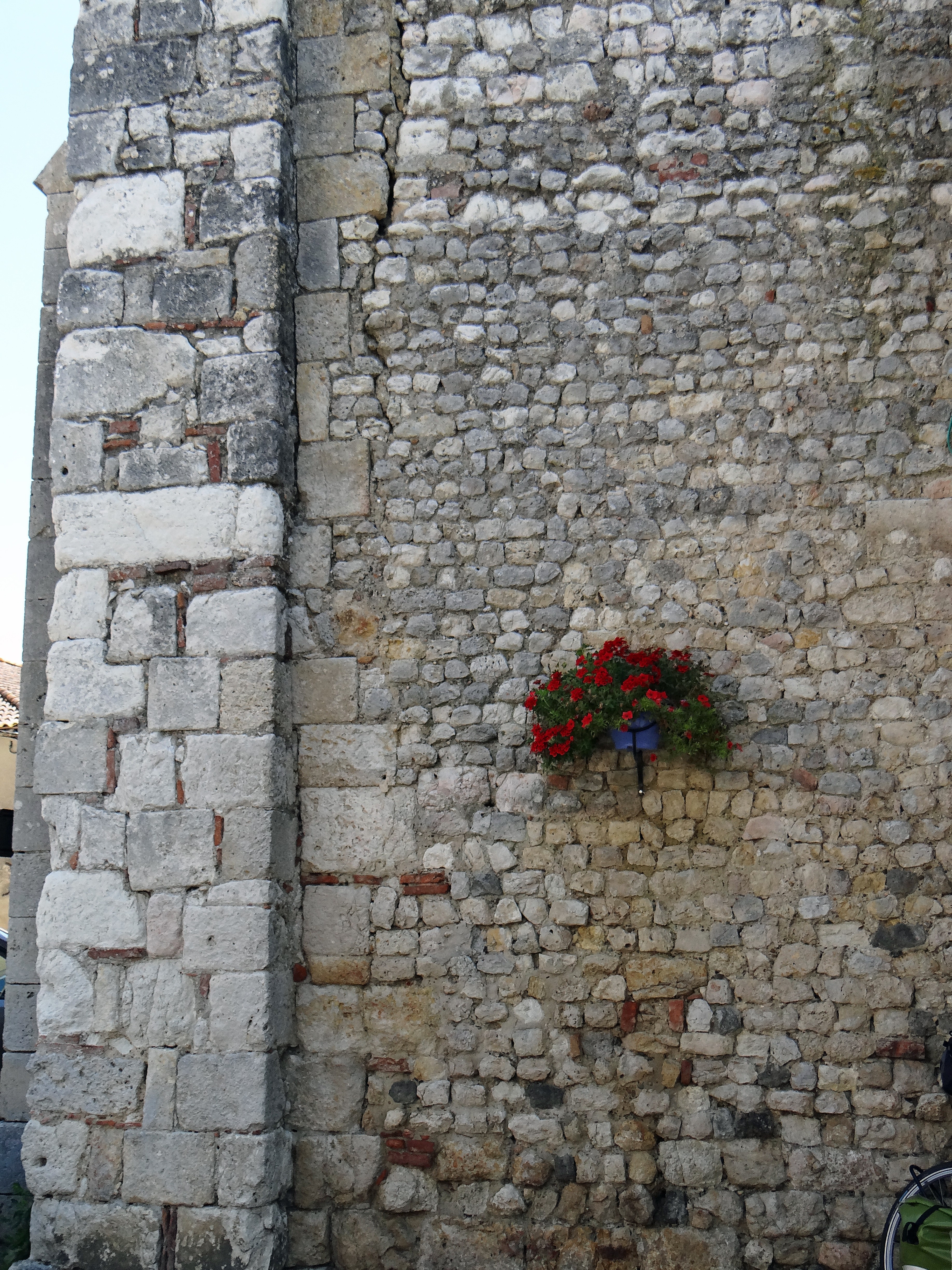
Différents types d'appareils dans les murs.
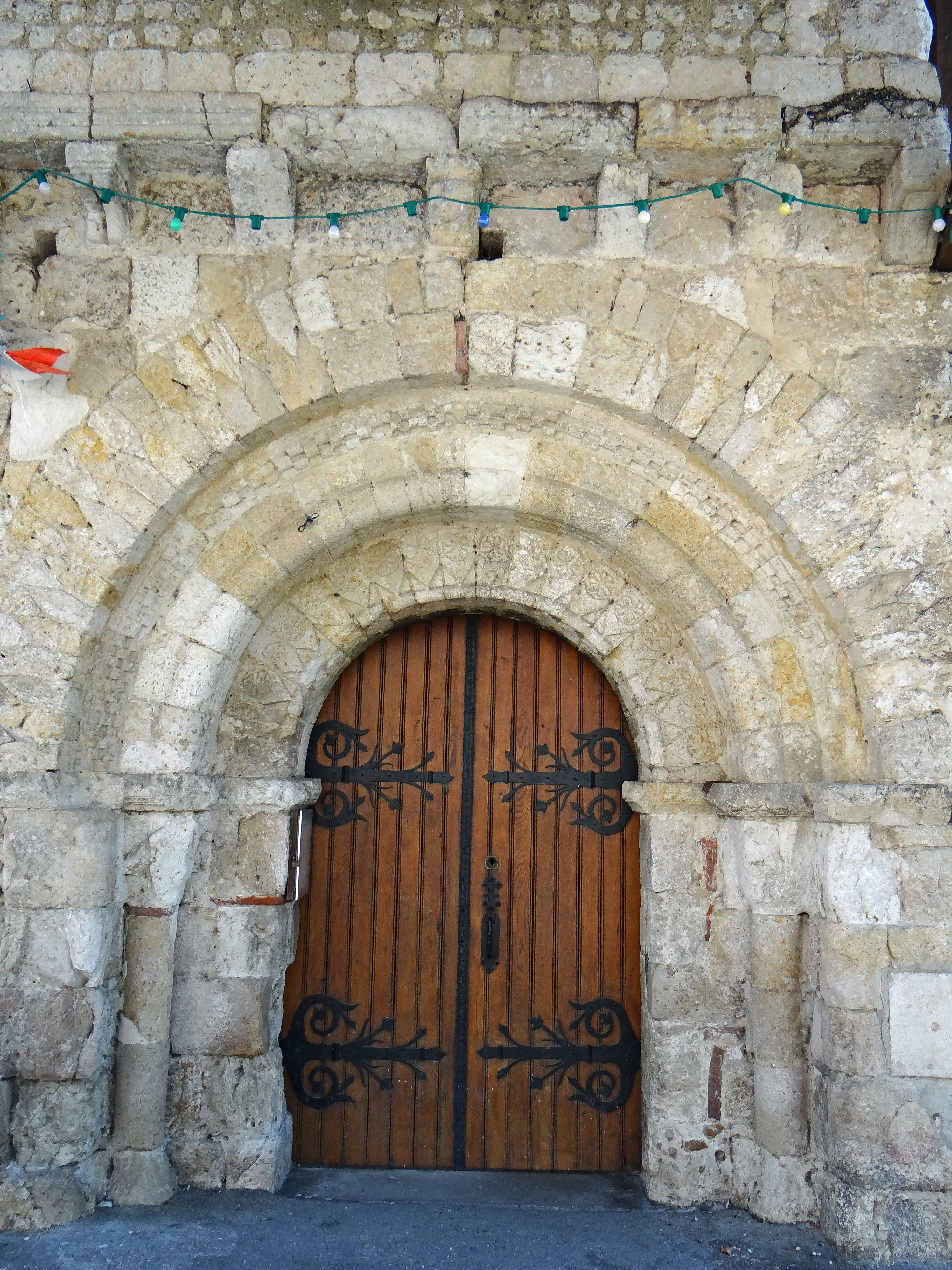
Portail roman.
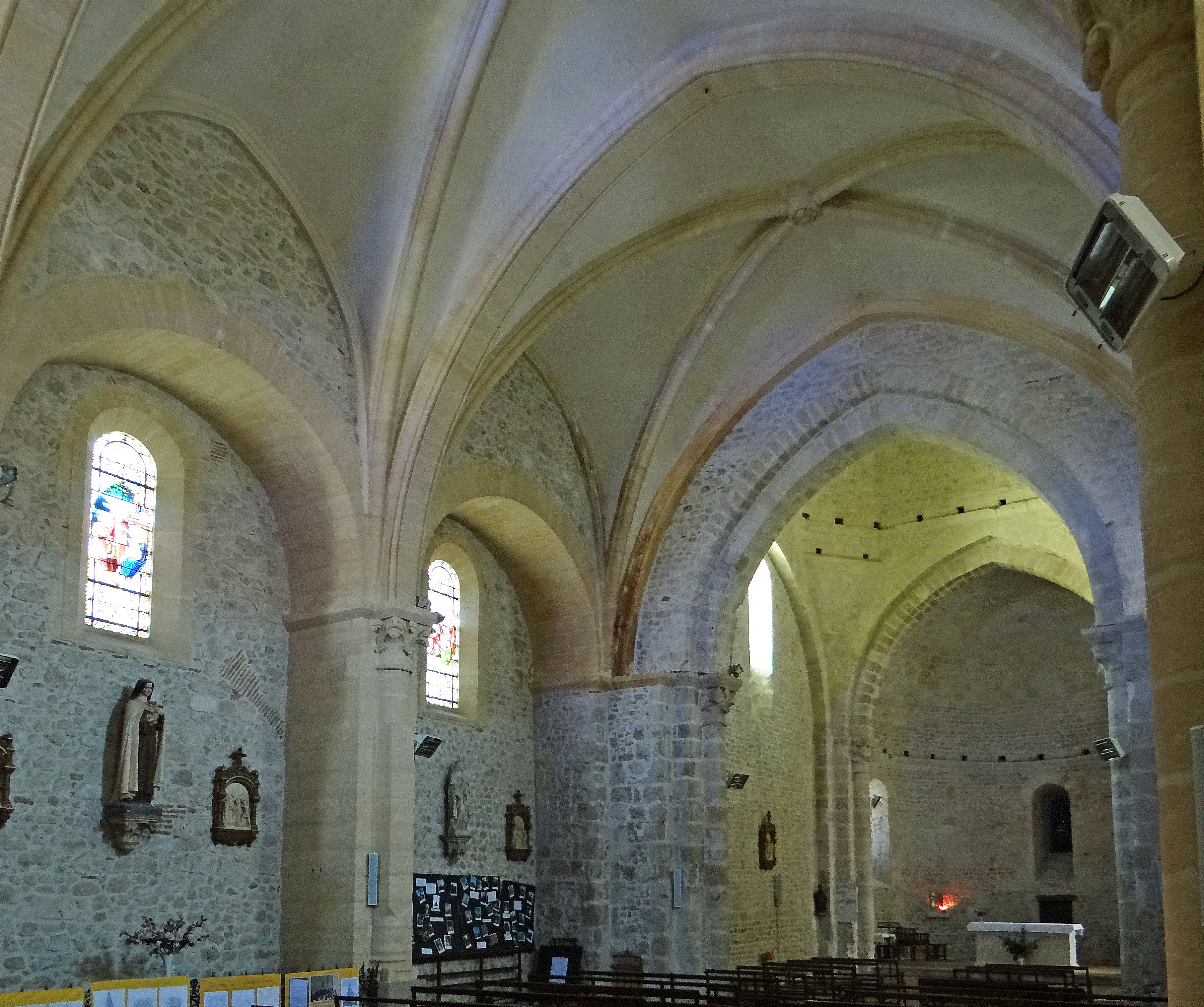
La nef.
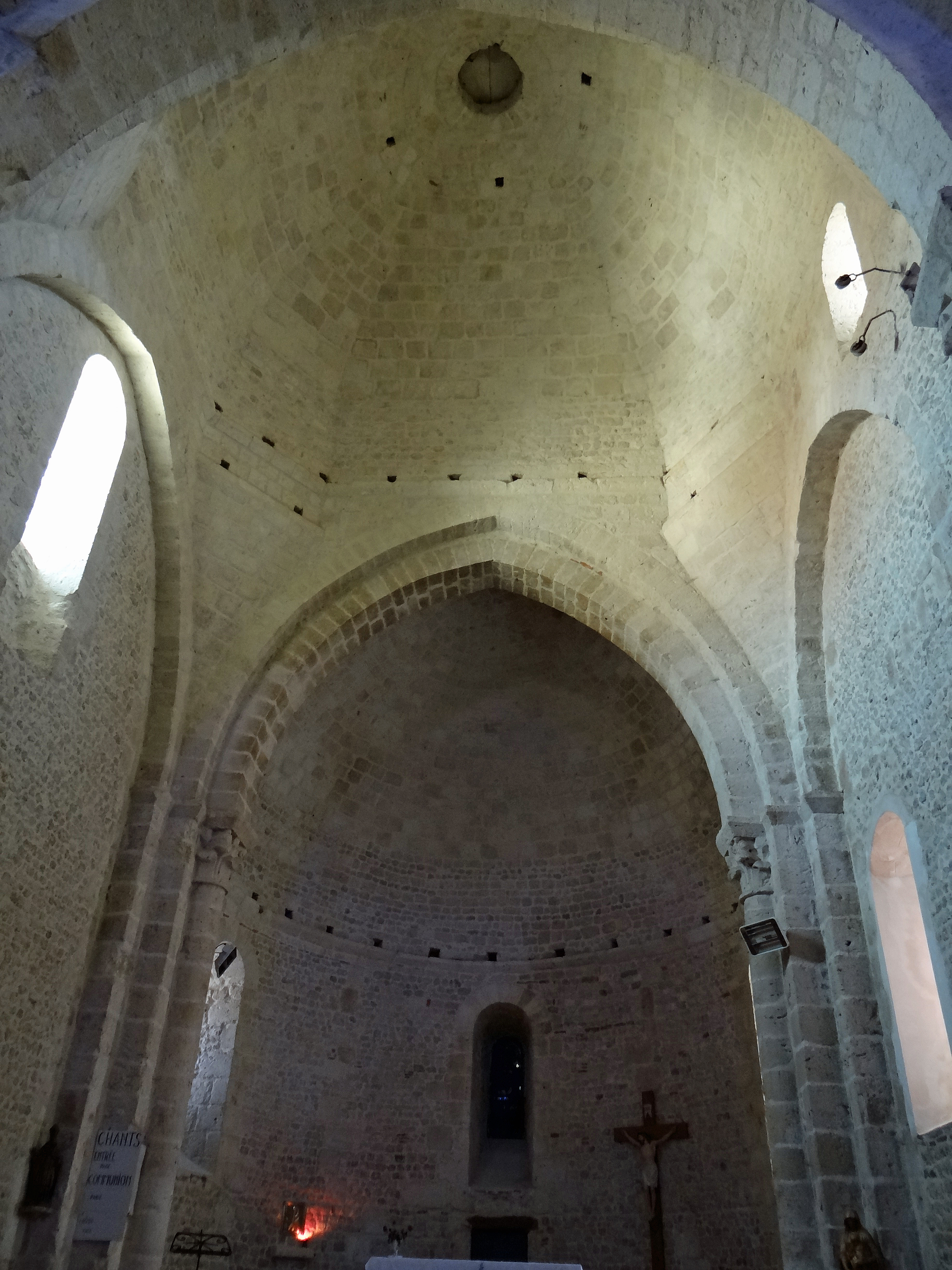
Coupole à huit pans sur pendentifs de la travée sous clocher et abside.
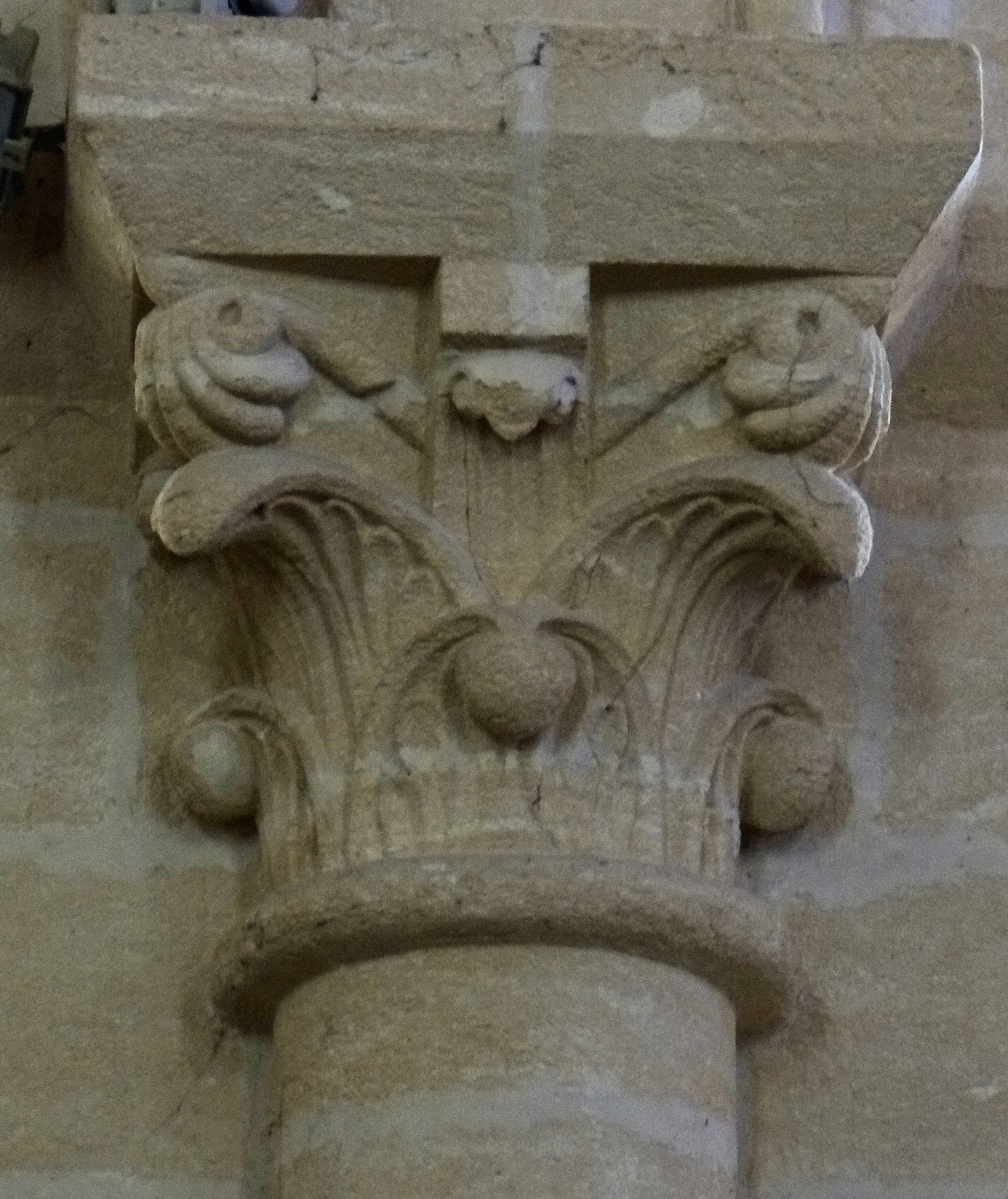
Chapiteau à deux rangs de feuilles épaisses et crochues.

## Le clocher tors
Elle possède la particularité d'avoir ce que l'on appelle un clocher tors.
Le clocher a été construit au XVIe siècle, il était hélicoïdal, ayant subi de multiples avaries, il était en très mauvais état, il a été démoli en 1922 par un apprenti charpentier : Léo Poncy, celui-ci étant devenu maître charpentier, en 1977, il se rapproche d'autres compagnons du devoir avec le projet de reconstruire le clocher en lui gardant sa forme hélicoïdale, mais suivant la technique du « lamellé collé » pour un moindre coût. Des habitants se regroupent en association : l'Association pour la reconstruction du Clocher de Sérignac, et avec le soutien du conseil général et de la municipalité, le clocher est reconstruit par des compagnons du devoir sous la direction de l'architecte Donadieu en 1988. Il est construit au sol en deux parties, puis assemblé ensuite sur la tour par une grue. Il est octogonal, à côtés inégaux, tourne de droite à gauche de 1/8e de tour, mesure 16 mètres de hauteur et est recouvert d'ardoises. La hauteur totale du clocher à partir du sol est de 33,70 m.
Selon la légende : « il avait été construit tors pour visser dans le ciel la pierre que le diable s'acharnait à poser car le bruit des cloches l'empêchait de faire sa sieste ».

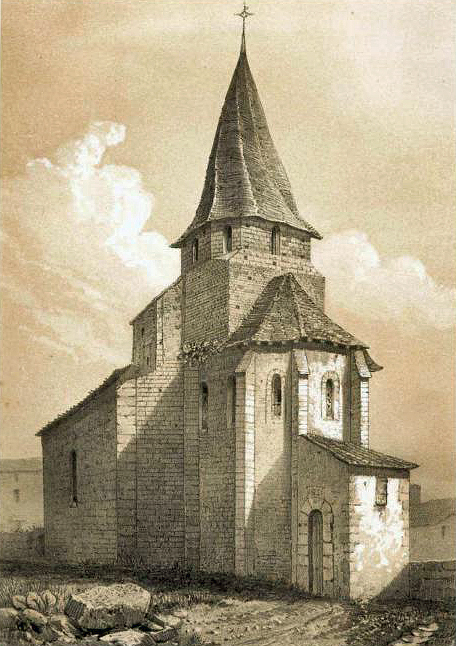
L'église de Sérignac en 1865. (Chanoine Barrère, Histoire religieuse et monumentale de la Gascogne).
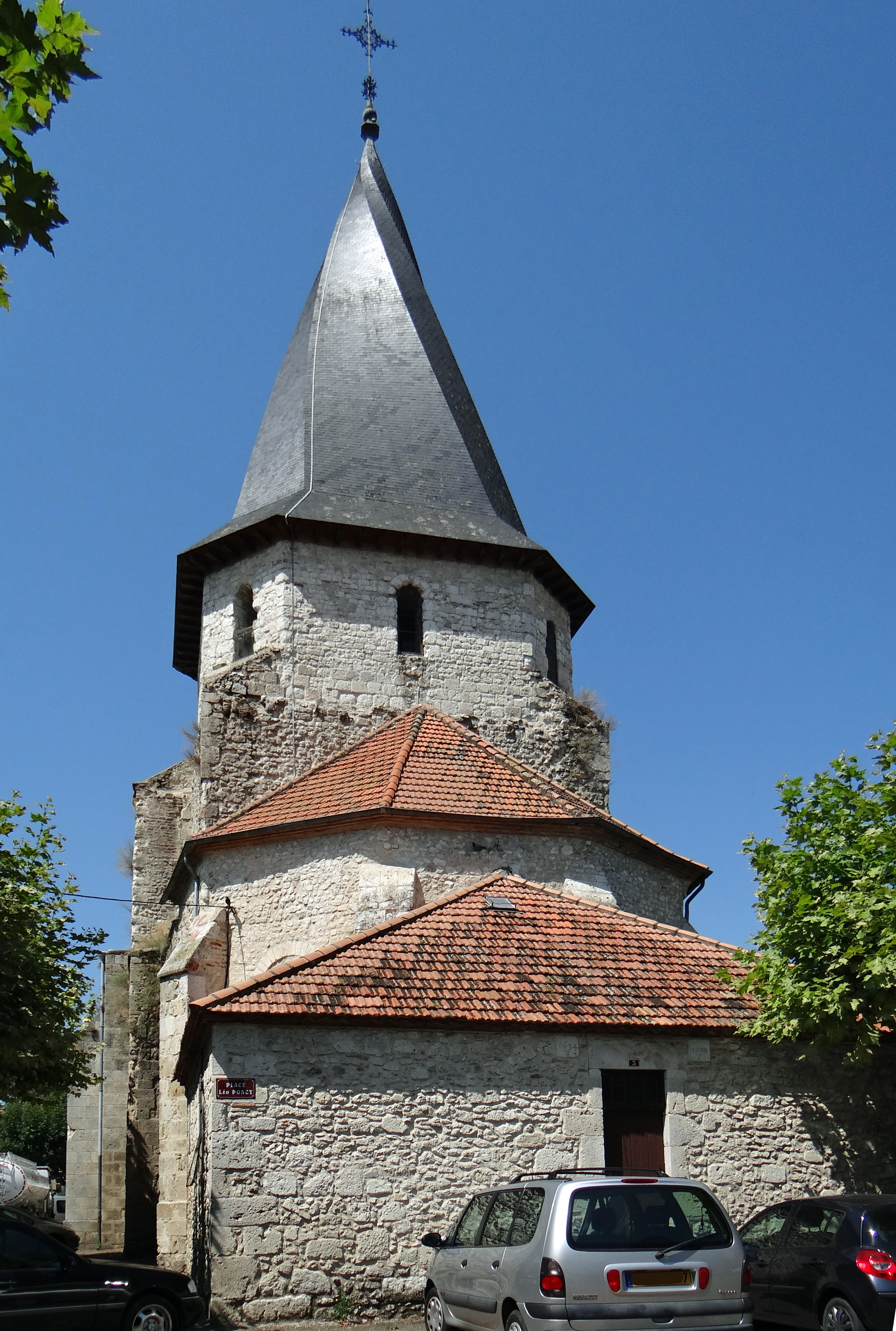
Le chevet de l'église Notre-Dame.
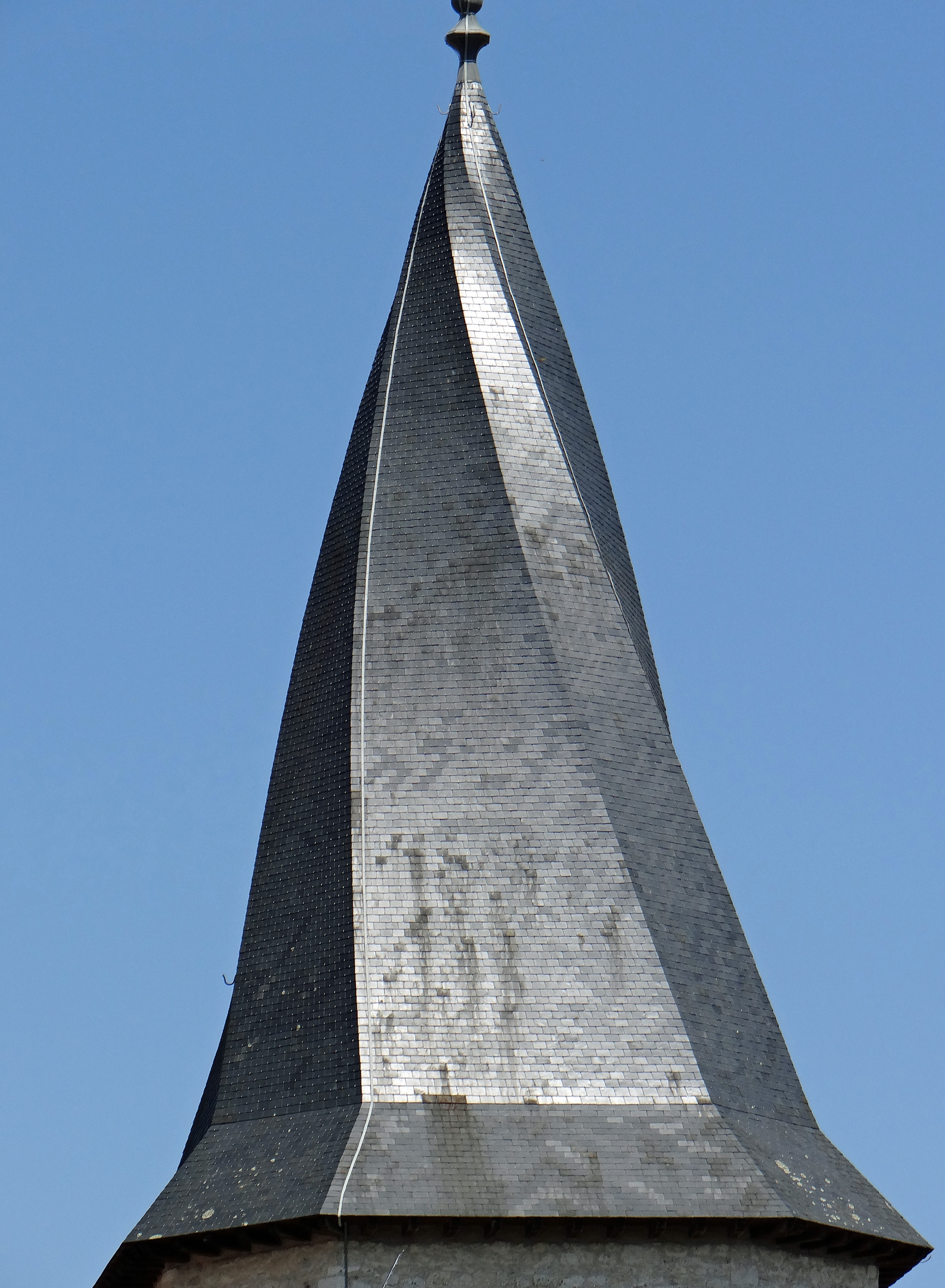
Clocher de l'église.
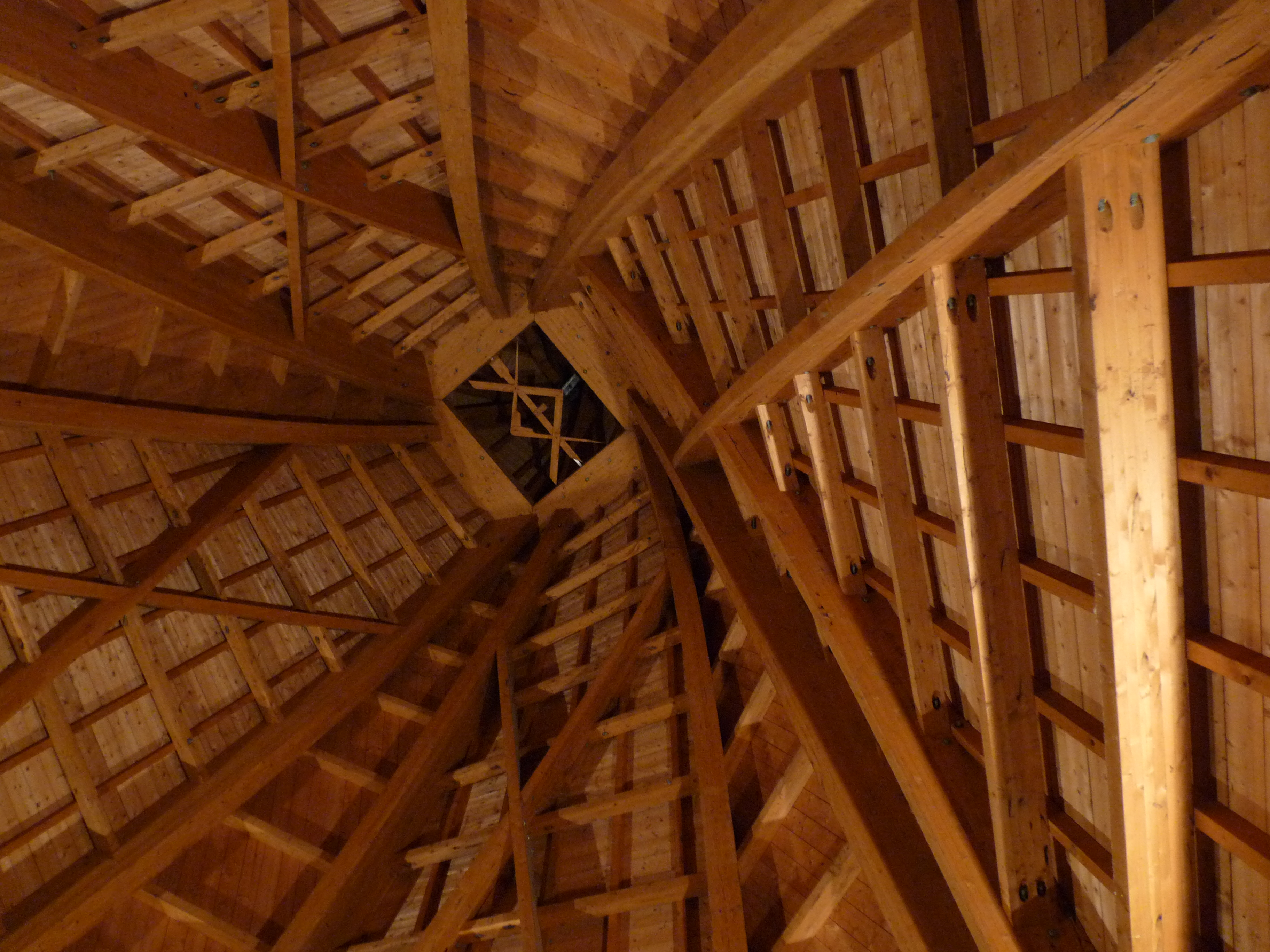
charpente du clocher tors.
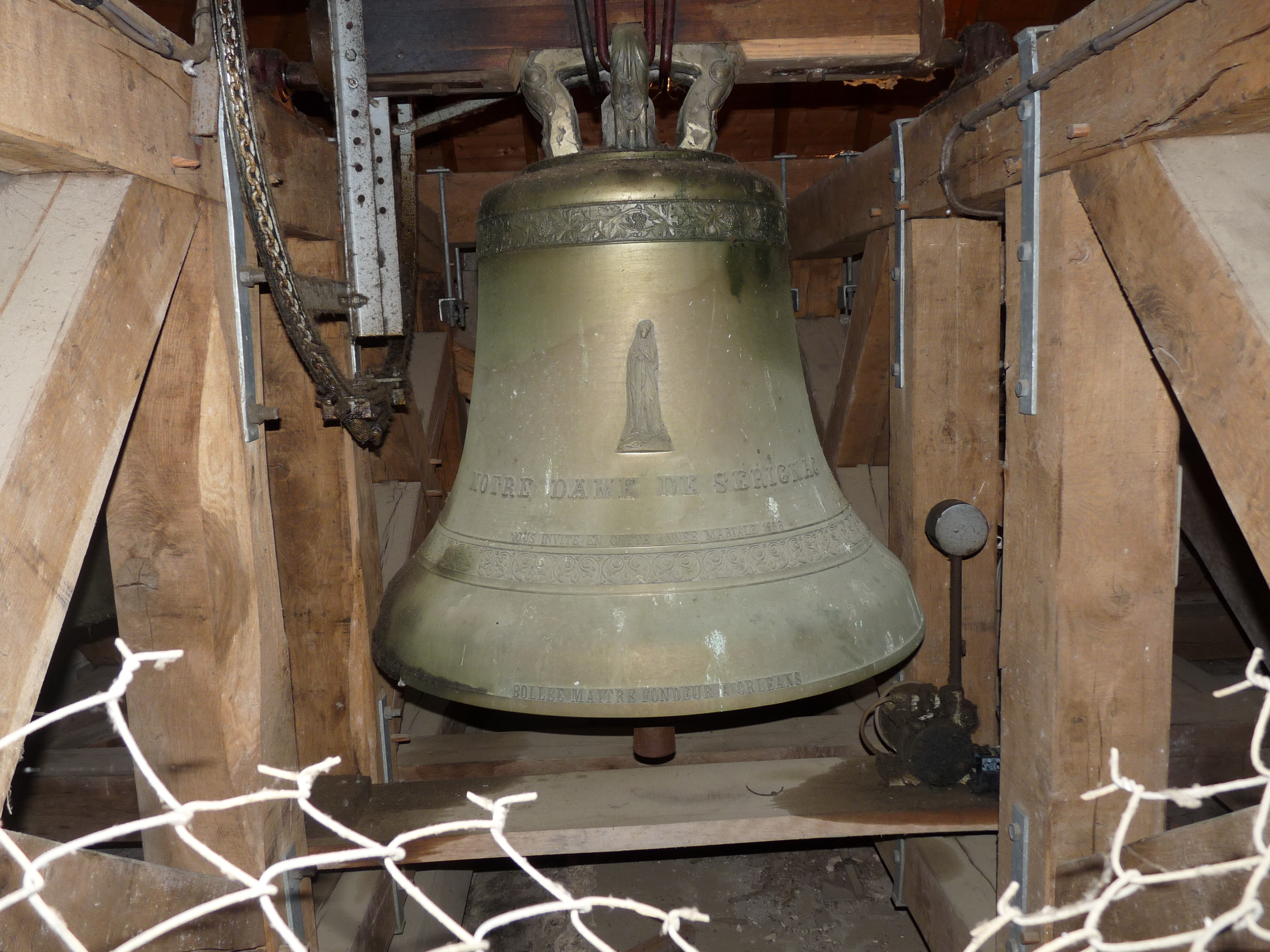
Cloche Notre-Dame.

L'église Notre-Dame possède quatre cloches, deux anciennes et deux récentes :
- la plus ancienne est datée de 1553 et pèse 1 100 kg. Elle est décorée d'un Christ ressuscité, de la Vierge à l'Enfant et de saint Michel terrassant le dragon ;
- la deuxième cloche est datée de 1556 et pèse 240 kg ;
- Notre-Dame, une des deux cloches récentes, datée de 1988, pesant 850 kg ;
- Bernadette, l'autre cloche, à un poids de 530 kg.

Les deux cloches récentes ont été coulées par l'entreprise Bollée de Saint-Jean-de-Braye.
Le clocher est surmonté d'une croix de 3,70 m de haut, avec pied et épis, pesant 300 kg. Elle a été forgée par Maurice Dousset, artisan à Sérignac.

## Vitraux
Un ensemble de vitraux illustrant la vie de la Vierge a été réalisé par l'atelier d'Henri Feur, de Bordeaux. Ils ont été posés en 1890.

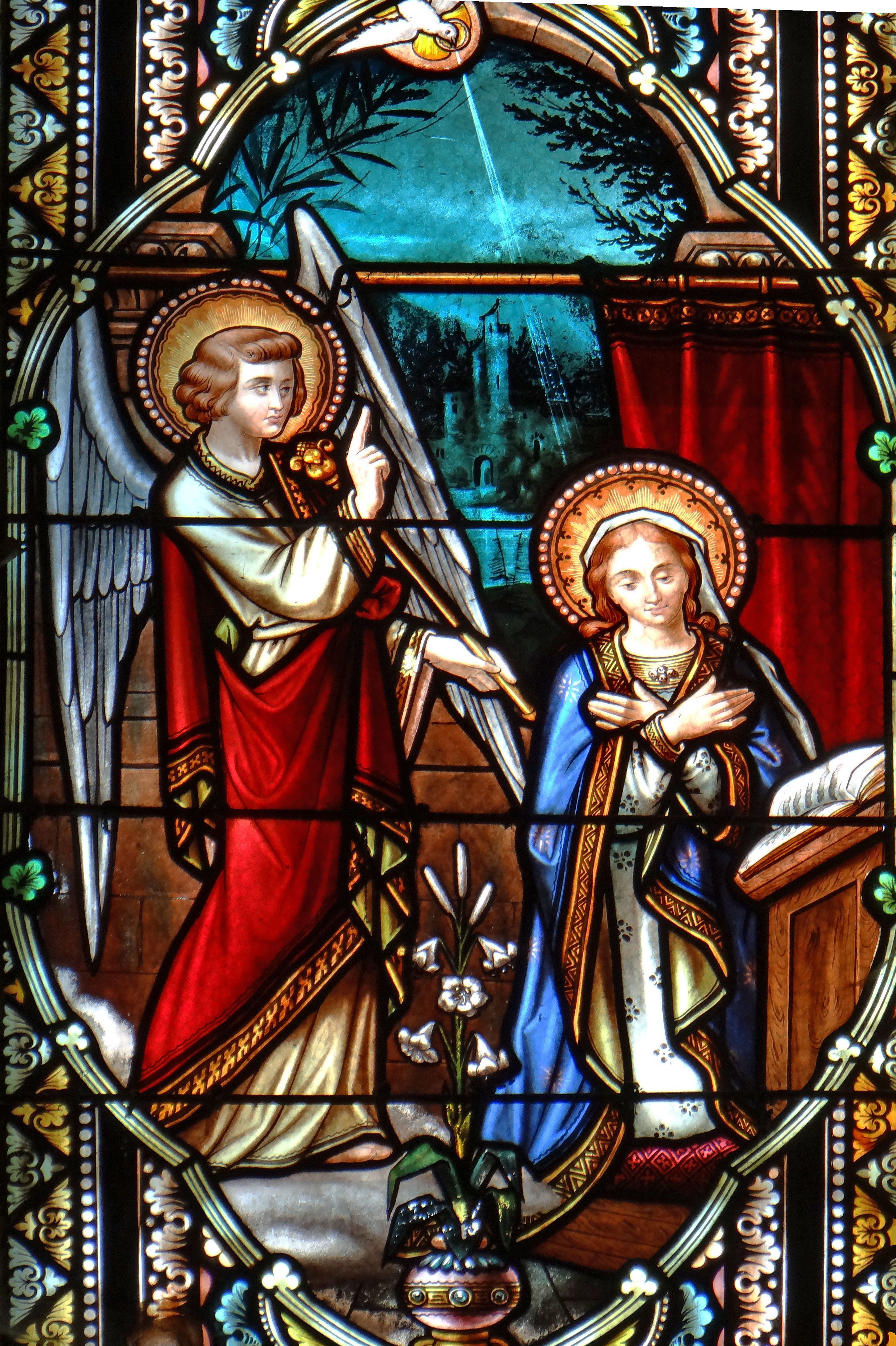
Annonciation.
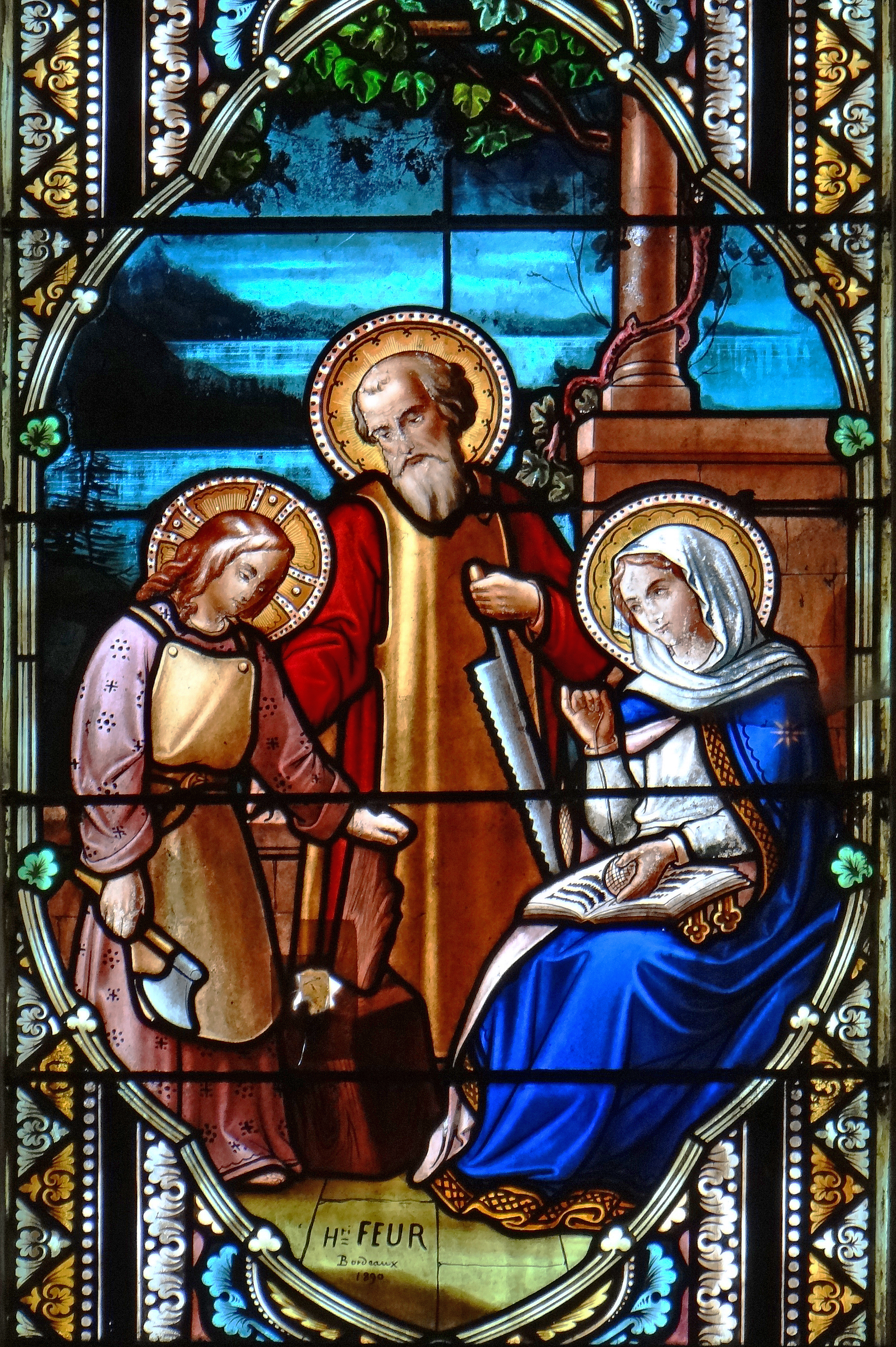
La Sainte Famille dans l'atelier de Joseph.
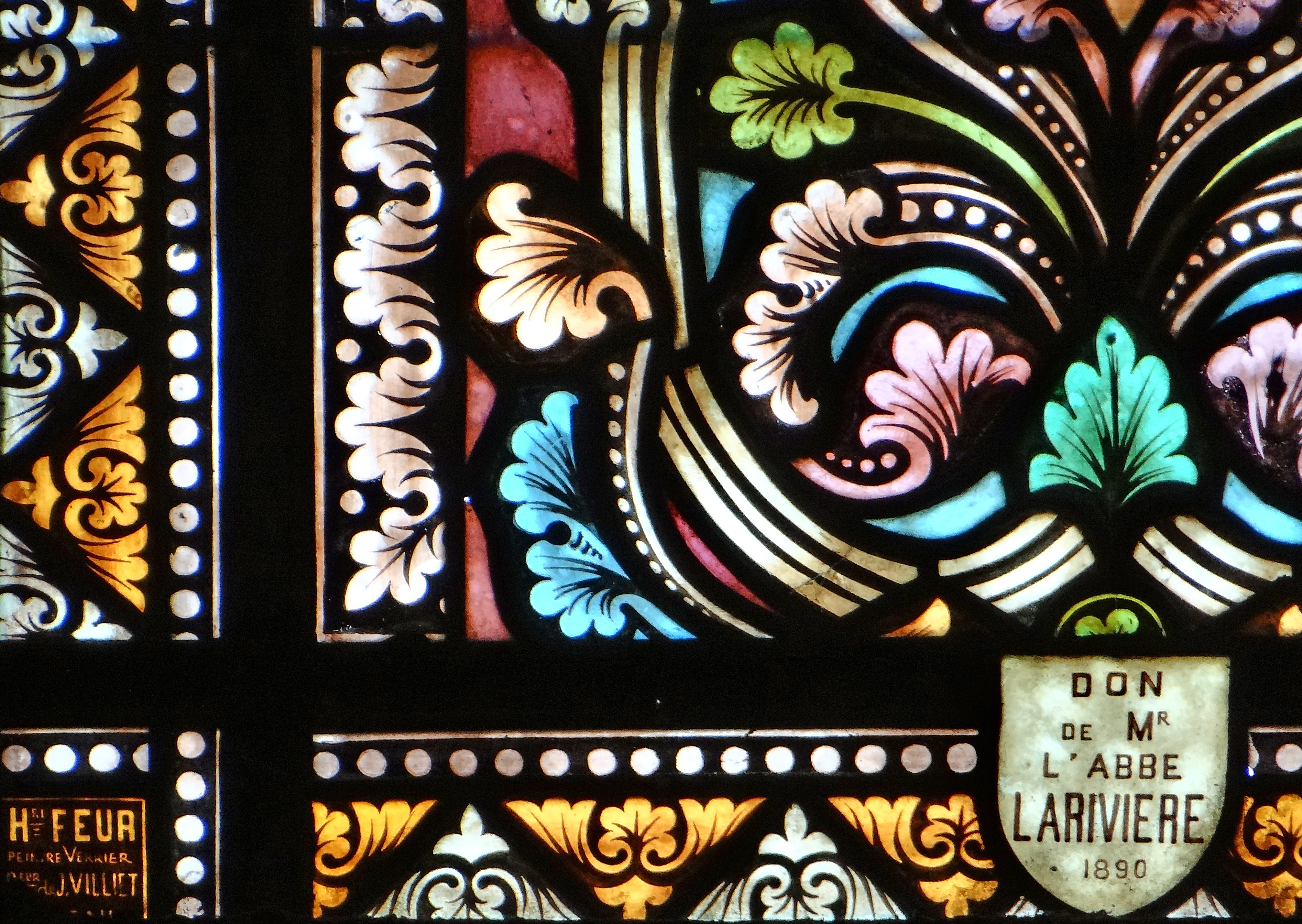
Signature des vitraux par Henri Feur.
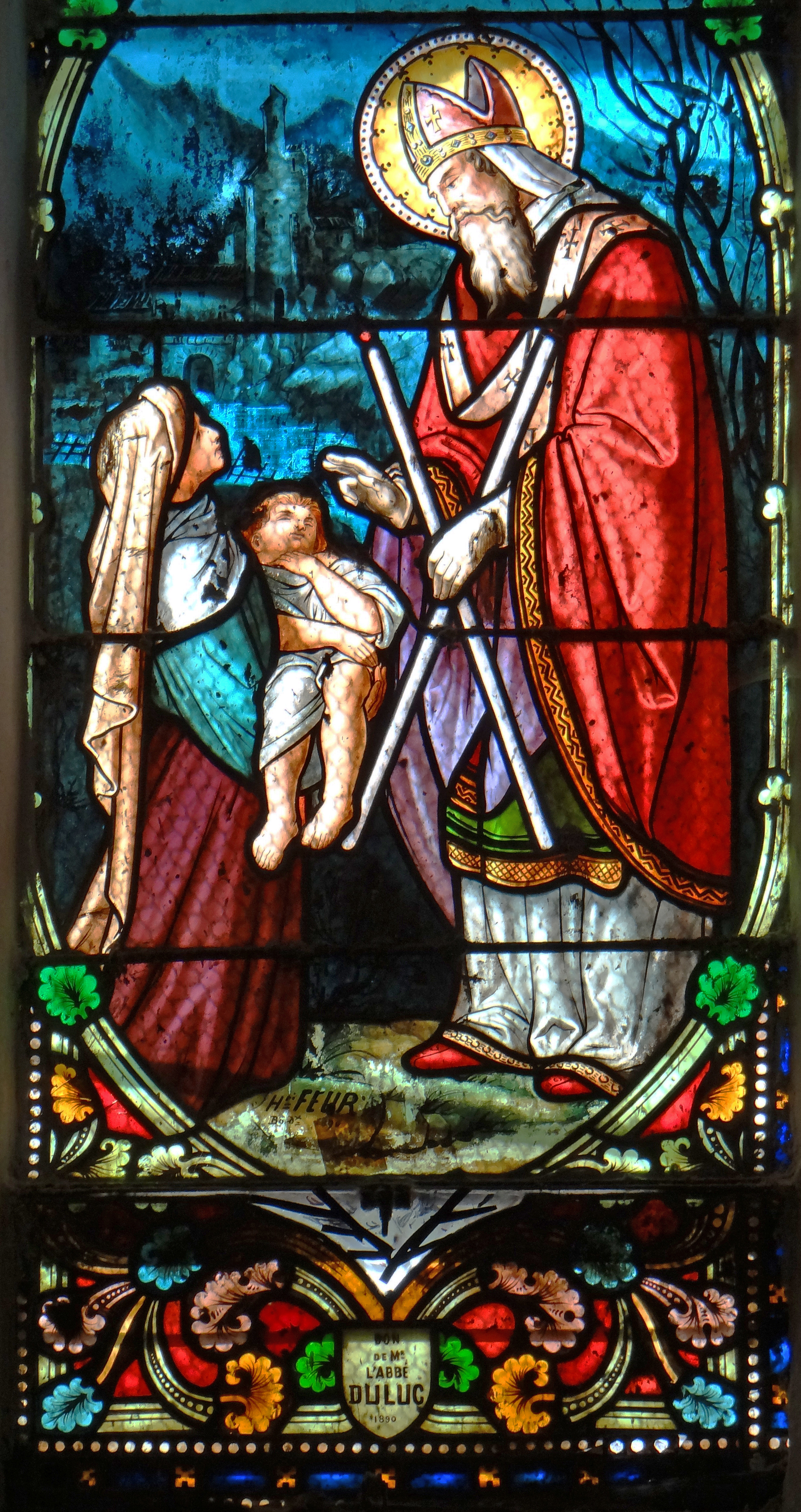
Miracle de saint Blaise.
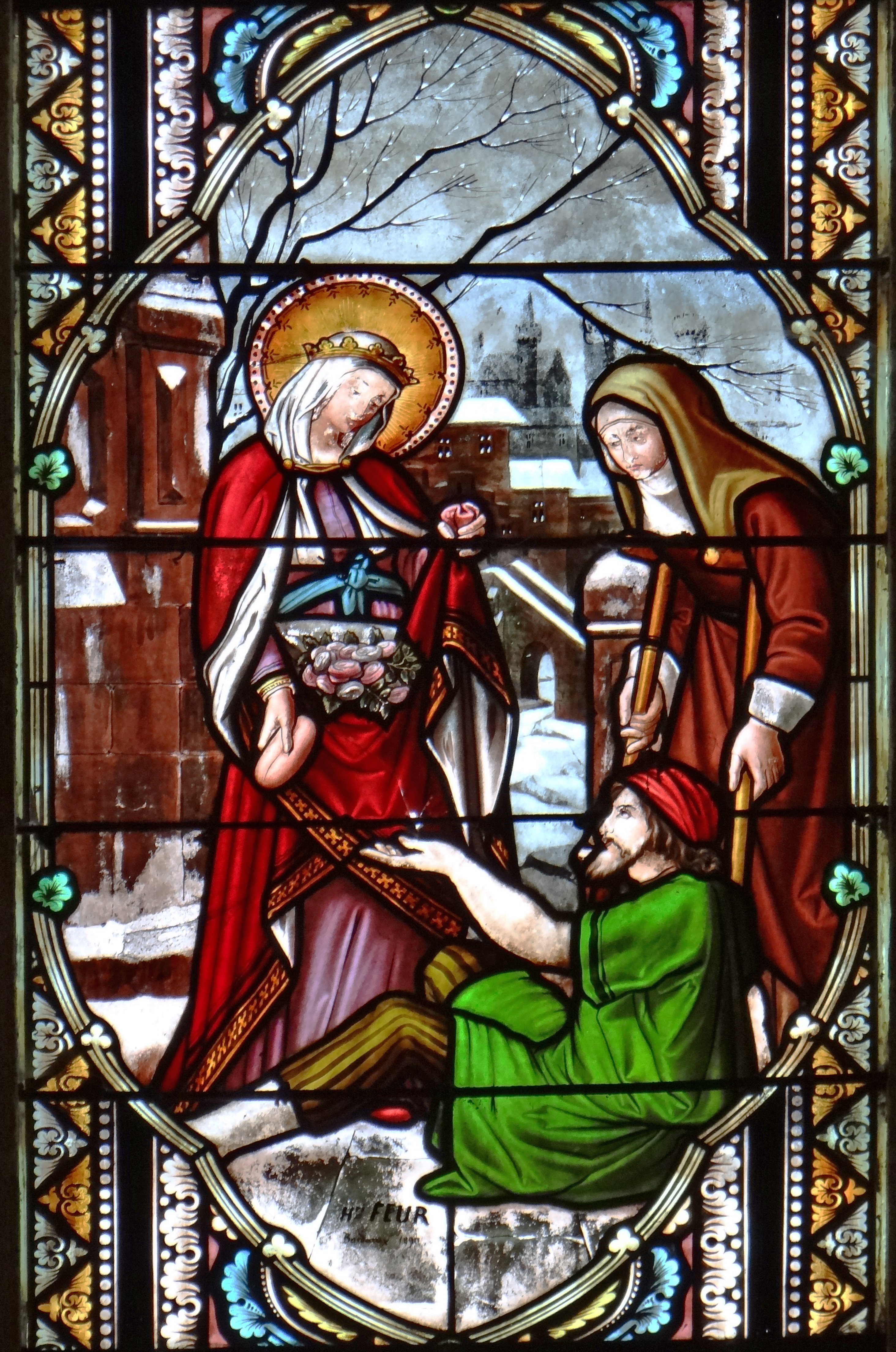
Sainte Élisabeth de Hongrie.
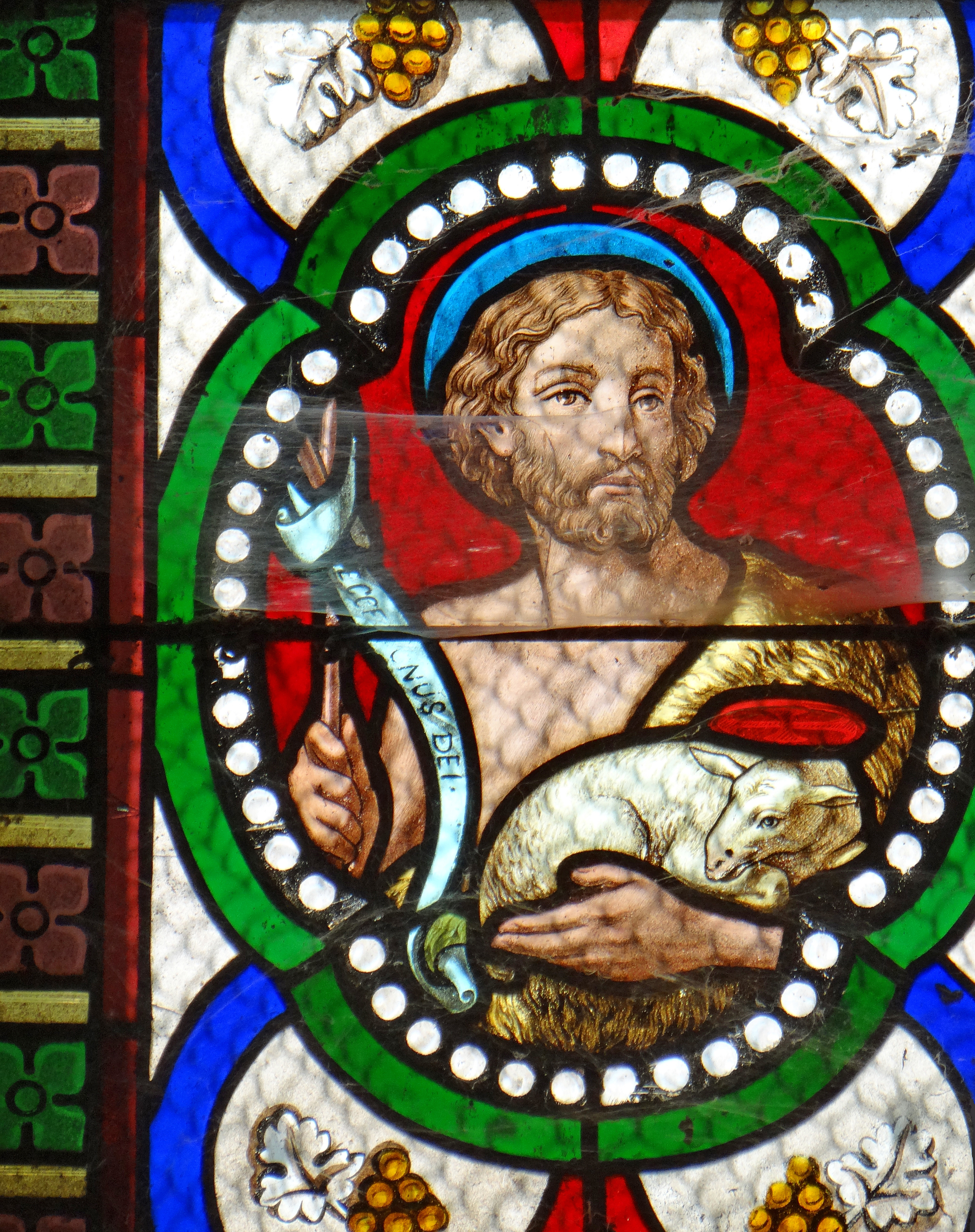
Saint Jean-Baptiste.